# Salla (Finnland)
Salla [ˈsɑlːɑ] (bis 1936 Kuolajärvi) ist eine Gemeinde im finnischen Teil Lapplands. Sie liegt rund 150 km östlich der Stadt Rovaniemi an der Grenze zu Russland.

## Gemeindegliederung
Zur Gemeinde gehören neben dem Hauptort Salla (auch Märkäjärvi) die Siedlungen Aatsinki, Ahola, Ahvenselkä, Hautajärvi, Hietajärvi, Hirvasvaara, Kallunki, Kelloselkä, Kotala, Koutelo, Kursu, Käsmä, Naruska, Niemelä, Onkamo, Pahkakumpu, Paloperä, Saija, Salmivaara, Selkälä, Tuohikylä, Tuutijärvi, Vallovaara, Varvikko und  Vittikko.

## Verkehr
Salla liegt an der Via Karelia, die die finnische Ostgrenze entlang von Vaalimaa im Süden nach Nellim im Norden führt. 
Durch das Gemeindegebiet führt die Bahnstrecke Laurila–Kandalakscha mit Anschluss zur Murmanskbahn; der Grenzübergang ist bei der Siedlung Kelloselkä. Allerdings ist der Abschnitt ab Kemijärvi stillgelegt, wo die Reisezüge enden.
Zudem gibt es in Salla einen Straßengrenzübergang. Bis zum russischen Überfall auf die Ukraine 2022 passierten jährlich fast 250.000 Personen die Grenze. Russen kauften in Salla ein, Finnen fuhren zum Tanken auf die andere Seite. Seit Kriegsbeginn ist der Grenzübergang nur noch eingeschränkt geöffnet.
Wie allgemein im strukturschwachen Lappland ist die Arbeitslosigkeit in Salla ein großes Problem: Im Januar 2007 wies die Gemeinde mit 25,8 % die höchste Arbeitslosenquote aller finnischen Gemeinden auf.

## Geschichte
Im Winterkrieg wurde Salla am 30. November 1939 von sowjetischen Truppen überrannt, die von dort über Rovaniemi bis nach Tornio an der Ostsee vorstoßen sollten. In der bis zum 28. Februar dauernden Schlacht von Salla gelang es den finnischen Verteidigern unter hohen Verlusten, die Angreifer aufzuhalten. Dennoch musste Finnland nach dem Frieden von Moskau und erneut nach dem Fortsetzungskrieg 1944 die Osthälfte der Gemeinde Salla mit den Dörfern Kuolajärvi, Tuutijärvi, Vuorijärvi, Korji, Sovajärvi, Sallansuu, Lampela und Kurtin an die Sowjetunion abtreten. Dieses Gebiet ist heute Teil der russischen Oblast Murmansk. In Anlehnung an Altfinnland wird es in Finnland heute als „Alt-Salla“ (Vanha Salla) bezeichnet.
Im Januar 2021 gab Erkki Parkkinen, der Bürgermeister von Salla, eine Bewerbung der Gemeinde für die Olympischen Sommerspiele 2032  ab. Die Gemeinde will auf diese Weise auf die Gefahren des Klimawandels aufmerksam machen und die Bedrohung zeigen, die der Klimawandel für Salla und sein auf ganzjährig niedrige Temperaturen angewiesenes Ökosystem bedeutet.

## Wappen
Beschreibung: In Blau  ein silberner zum Schildhaupt gebogener Balken.

## Politik
Wie allgemein in den ländlichen Gegenden Nordfinnlands ist auch in Salla die Zentrumspartei die stärkste politische Kraft. Bei der Kommunalwahl 2008 erhielt sie knapp weniger als die Hälfte der Stimmen, verfügt aber im Gemeinderat, der höchsten Entscheidungsinstanz bei lokalen Angelegenheiten, mit 14 von 27 Sitzen über eine absolute Mehrheit. Zweitstärkste Kraft ist das Linksbündnis, das wie allgemein in Lappland überproportional stark vertreten ist. Es konnte 27,5 % der Stimmen auf sich vereinen und hat sieben Sitze im Gemeinderat inne. Die Sozialdemokraten und die Nationale Sammlungspartei spielen, obgleich landesweit zu den drei großen Parteien gehörend, in Salla mit Wahlergebnissen um die zwölf Prozent und je drei Abgeordneten im Gemeinderat eine untergeordnete Rolle. 
| Partei                    | Wahlergebnis 2008 | Sitze |
| ------------------------- | ----------------- | ----- |
| Zentrumspartei            | 50,2 %            | 14    |
| Linksbündnis              | 27,5 %            | 7     |
| Nationale Sammlungspartei | 13,1 %            | 3     |
| Sozialdemokraten          | 10,8 %            | 3     |

## Bilder

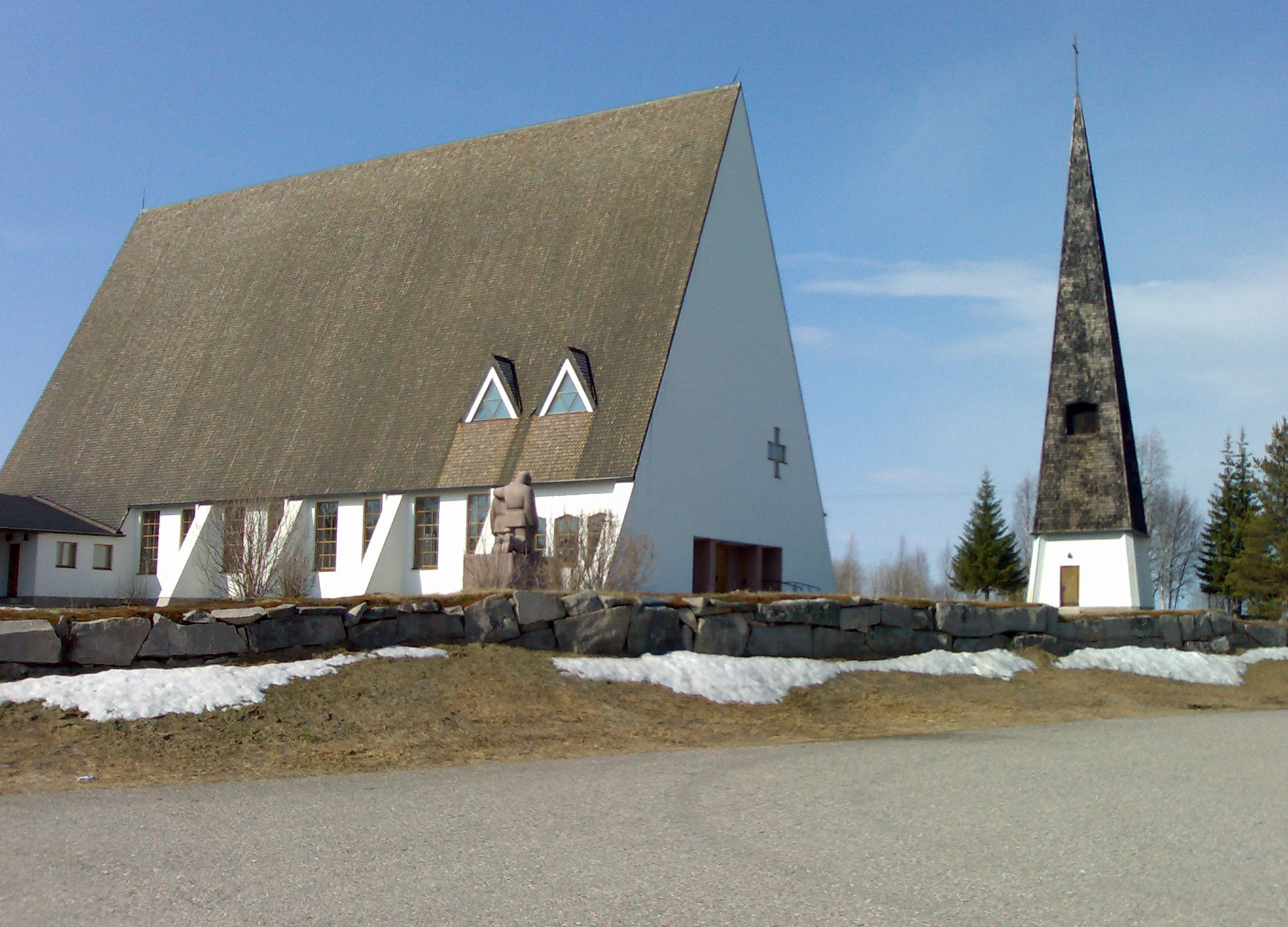
Die Kirche von Salla
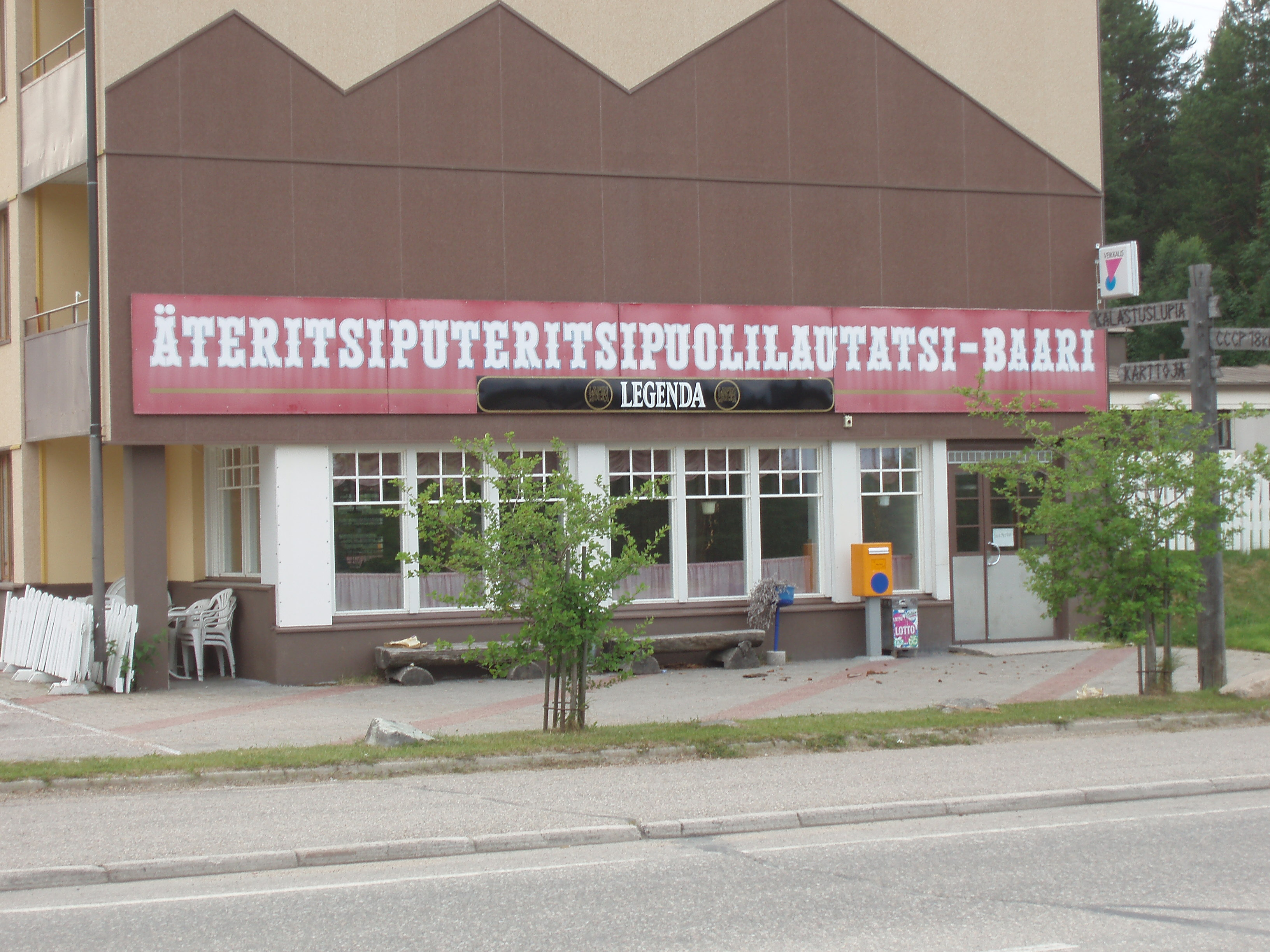
Bar mit dem längsten Namen in Finnland
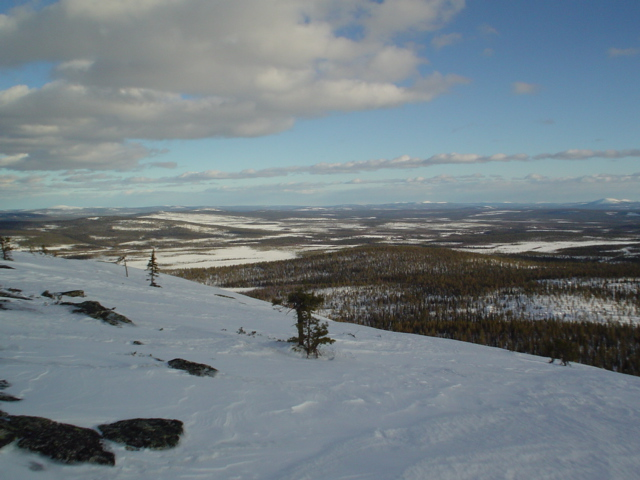
Blick von Karhutunturi-Fjell über Salla
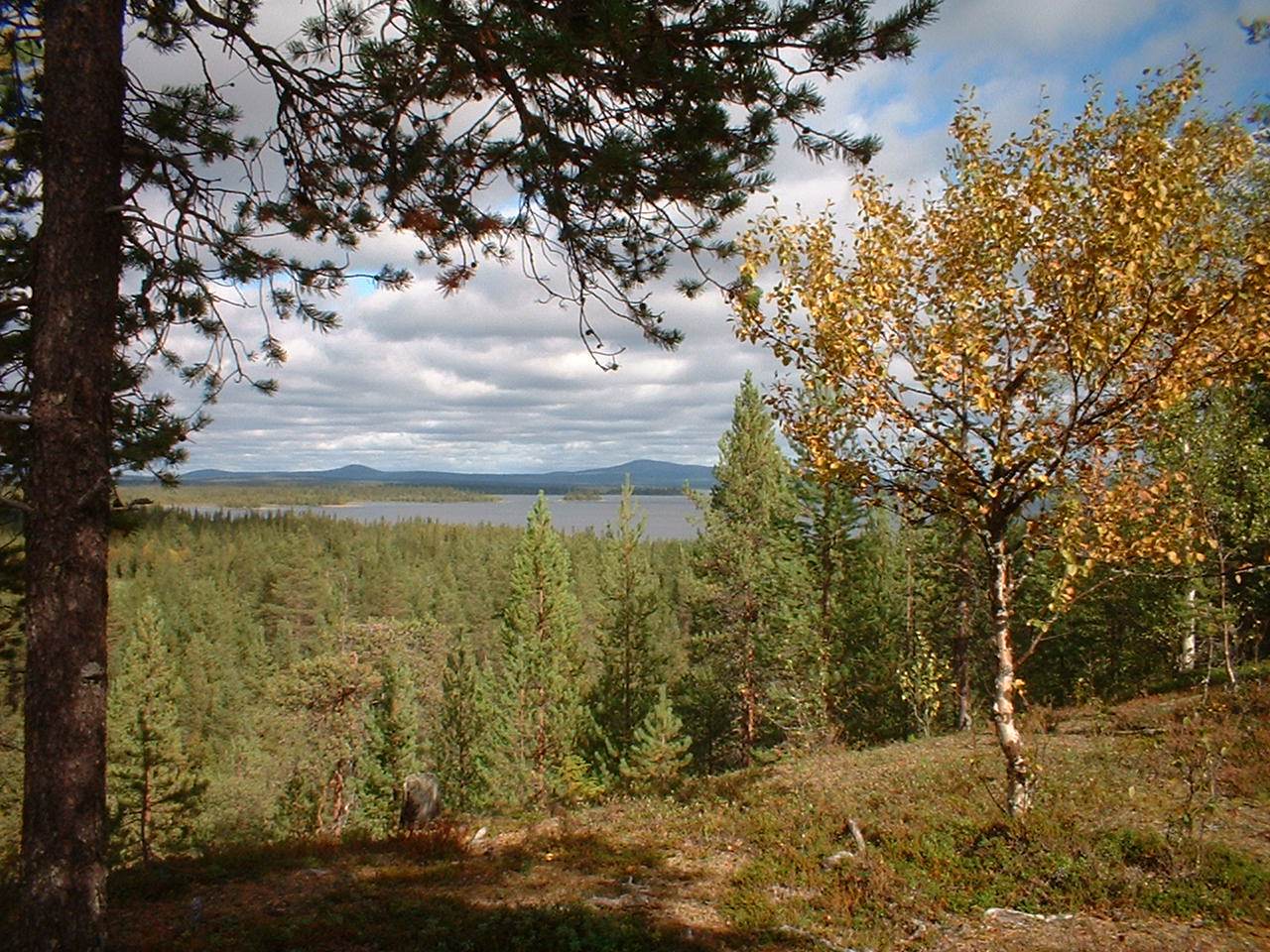
Landschaft bei Salla